# Roger Poulain
Roger Poulain (* 6. Februar 1953 in Berlin) ist ein ehemaliger deutscher Radrennfahrer und nationaler Meister im Radsport.

## Sportliche Laufbahn
Poulain wurde als junger Fahrer 1973 bereits deutscher Meister im Mannschaftszeitfahren mit seinem damaligen Verein NRVg Luisenstadt. 1974 wurde er Vize-Meister in dieser Disziplin. 1976 gewann er das traditionsreiche Rennen Rund in Berlin (West), bei dem er im Lauf der Jahre mehrfach Podiumsplätze belegte. Auch das Kreuzberger Traditionsrennen Rund um den Rollberg sah ihn als Sieger (ebenso wie 1981). Seine Vielseitigkeit stellte er zum Jahresende mit dem Sieg beim Amateur-Sechstagerennen von Grenoble unter Beweis. Für die deutsche Nationalmannschaft war er bei der Tour de l’Avenir am Start. Ein Jahr später bestritt er die Internationale Friedensfahrt und wurde dort 83. im Gesamtklassement. Von den traditionsreichen deutschen Eintagesrennen gewann er 1976 Rund um Frankfurt.